# Șîroka Balka, Bilozerka
Șîroka Balka (în ucraineană Широка Балка) este localitatea de reședință a comunei Șîroka Balka din raionul Bilozerka, regiunea Herson, Ucraina.

## Demografie
Componența lingvistică a localității Șîroka Balka
     Ucraineană (92,87%)
     Rusă (6,36%)
     Alte limbi (0,66%)
Conform recensământului din 2001, majoritatea populației localității Șîroka Balka era vorbitoare de ucraineană (92,87%), existând în minoritate și vorbitori de rusă (6,36%).